# High School Musical: El Desafio
High School Musical: El Desafío – argentyński film-musical z 2008 roku, spin-off amerykańskiego filmu High School Musical. Został wyreżyserowany przez Jorgego Nisco i napisany przez Pabla Lago, a główne role zagrali w nim Fernando Dente (jako Fer, odpowiednik Zaca Efrona), Agustina Vera (jako Agus, odpowiednik Vanessy Hudgens), Delfina Peña (jako Delfi, odpowiednik Ashley Tisdale) i Walter Bruno (jako Walter, odpowiednik Lucasa Grabeela). Film został wydany do argentyńskich kin 17 lipca 2008. Jest to również pierwszy film Disneya wyprodukowany w Ameryce Łacińskiej.

## Fabuła
W High School Argentina rozpoczyna się nowy rok szkolny. Uczniowie wracają z wakacji. Fer, kapitan szkolnej drużyny rugby, odkrywa, że Agus, jego koleżanka z klasy, w ciągu lata bardzo się zmieniła. Tymczasem Delfi wciąż jest próżna i spędza czas podporządkowując sobie brata Waltera i przyjaciółki: Alicię, Clarę i Valerię, czy też, jak woli je nazywać, „Niewidzialne”. Dyrektor szkoły wraz z nauczycielką sztuki zapraszają uczniów do udziału w pierwszej szkolnej bitwie zespołów, podczas której każdy z nastolatków może się zaprezentować jako prawdziwa gwiazda muzyki. Anne-Claire, była uczennica a obecnie znana piosenkarka, przyjeżdża do szkoły, by oceniać konkurs. Delfi bardzo zazdrości jej sławy. Prowadząc wyścig z czasem i ograniczonymi środkami, uczniowie rozpoczynają przygotowania do wielkiego dnia.

## Obsada
- Walter Bruno – Walter
- Fernando Dente – Fer
- Delfina Peña – Delfi
- Agustina Vera – Agus
- Gastón Vietto – Gastón
- Juan Macedonio – Juanchi
- Augusto Buccafusto – Facha
- Sofía Agüero Petros – Sofi
- Valeria Baroni – Vale
- Maria Clara Alonso – Clarita
- Sophie Oliver Sánchez – Alicia
- Andrea del Boca – Pani D'Arts
- Peter McFarlane – The High School Principal
- Liz Solari – Anne-Claire
- Adriana Salonia – matka Agus
- Mauricio Dayub – ojciec Fera
- Daniel Martins – Donato
- Carolina Ibarra – Marta

## Polski Dubbing
Opracowanie i udźwiękowienie wersji polskiej: Studio Eurocom

Reżyseria i dialogi: Wojciech Szymański

Teksty piosenek: Marcin Matuszewski

Dźwięk i montaż: Andrzej Kowal

Kierownictwo muzyczne: Olga Bończyk

Kierownictwo produkcji: Berenika Wyrobek

Wystąpili:
- Małgorzata Szymańska – Agus
- Artur Pontek – Fernando (dialogi)
- Michał Rudaś – Fernando (piosenki)
- Beata Wyrąbkiewicz – Delfi
- Grzegorz Drojewski – Walter (dialogi)
- Krzysztof Pietrzak – Walter (piosenki)
- Katarzyna Łaska – Valeria
- Beata Jankowska-Tzimas – Sofi
- Monika Wierzbicka – Marta
- Leszek Zduń – Juanchi
- Tomasz Bednarek – Fachai
- Adam Krylik – Gaston
- Hanna Kinder-Kiss – Madame Bas
- Stefan Knothe – Dyrektor High School Argentyna
- Barbara Melzer – Ali
- Klementyna Umer – Clari
- Kacper Kuszewski – Włoch
- Anna Gajewska – Matka Agus
- Adam Bauman – Ojciec Fera
- Ewa Kania-Grochowska – Mama Delfi
- Wojciech Paszkowski – Ojciec Delfi
- Olga Bończyk

i inni
Śpiewali: Małgorzata Szymańska, Michał Rudaś, Krzysztof Pietrzak, Beata Wyrąbkiewicz, Katarzyna Łaska i inni
Lektor: Maciej Gudowski

## Ścieżka dźwiękowa
Na krótko przed premierą filmu została wydana jego ścieżka dźwiękowa. Zawiera ona dziesięć utworów stworzonych na potrzeby filmu, z czego wszystkie zostały wyprodukowane przez Fernando López Rossi. Oprócz tego płyta zawiera bonusowy teledysk do utworu "El Verano Terminó".

### Lista utworów
| #  | Tytuł                          | Wykonawca                                   |
| -- | ------------------------------ | ------------------------------------------- |
| 1  | "El Verano Terminó"            | Obsada                                      |
| 2  | "Siempre Juntos"               | The Jaguars                                 |
| 3  | "Doo up"                       | Delfy i Walter                              |
| 4  | "Yo sabía..."                  | Agus i Fer                                  |
| 5  | "A Buscar el Sol"              | Agus                                        |
| 6  | "Hoy Todo es Mejor"            | Fer                                         |
| 7  | "Superstar"                    | Delfi i Niewidzialne (Vale, Clara i Alicia) |
| 8  | ""Mejor Hacerlo Todo Juntos"   | Agus, Fer, Juanchi, Gaston, Facha i Sofi    |
| 9  | "Actuar, Bailar, Cantar"       | Obsada                                      |
| 10 | "Ya es Hora de Brillar"        | Alejandro Lerner                            |
| —  | "El Verano Terminó" (teledysk) | Wszyscy                                     |